# Jean-Baptiste Pussin

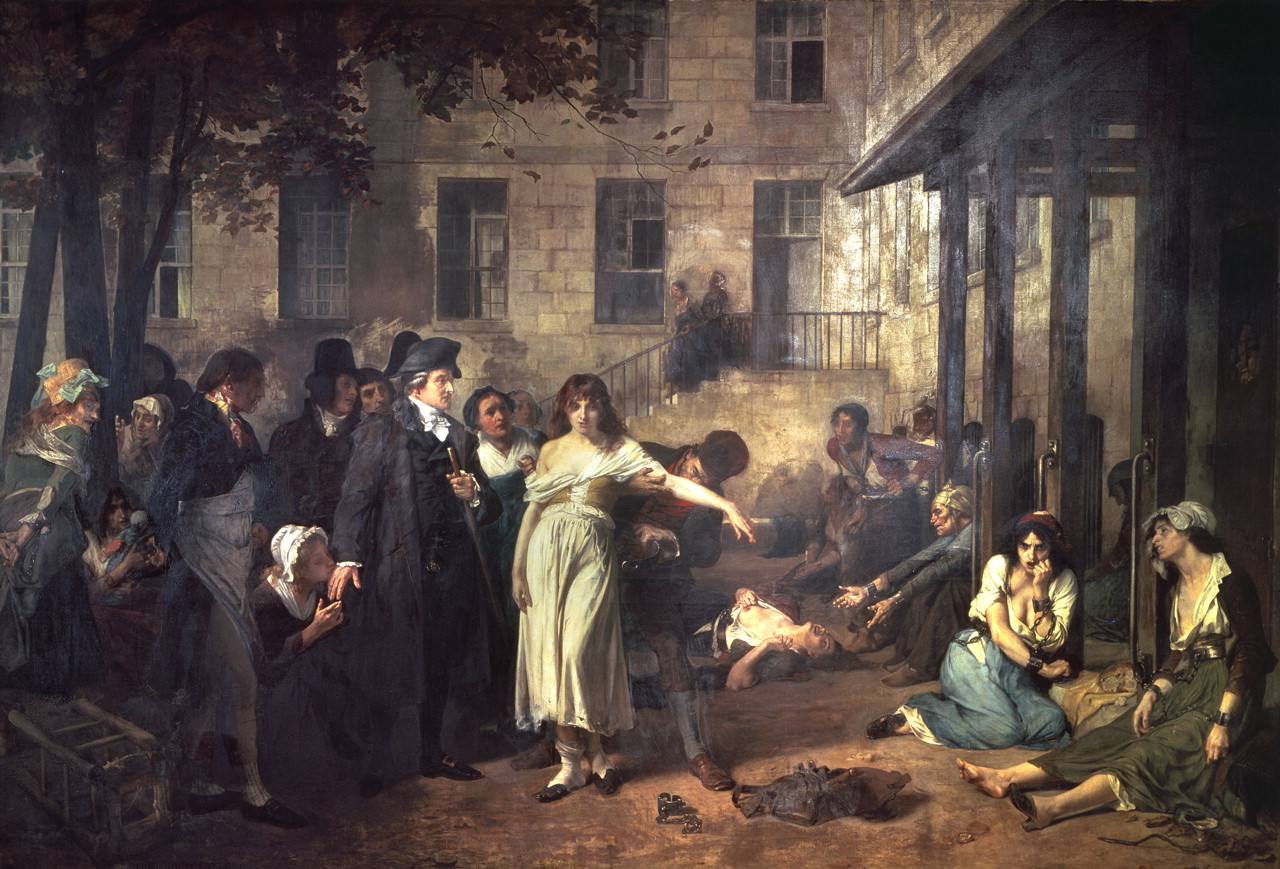
Philippe Pinel liberando enfermos mentales en la Salpêtrière en 1795 por Tony Robert-Fleury.

Jean-Baptiste Pussin  (Lons-le-Saunier, 29 de septiembre de 1745-París, 7 de abril de 1811) fue un pionero en la psiquiatría moderna. Como trabajo destacado hay que resaltar el de Encargado o Supervisor del asilo parisino de Bicêtre, pasando más tarde a trabajar en el de la Salpêtrière desde 1802. Secundando y con el apoyo del psiquiatra Philippe Pinel, jugó un importante papel en la mejora de las condiciones de las personas internadas en asilos y centros de enfermos mentales, muy penosas en esa época. También es uno de los precursores de la función de enfermero psiquiátrico.

## Biografía
Jean-Baptiste Pussin, nació en Lons-le-Saunier en Franche-Comtéen, en el seno de una familia de curtidores de pieles. Se ignora su actividad de joven, aunque debió trabajar en el negocio familiar, hasta el año 1771, en el que es atendido de "humores fríos" o inflamación tuberculosa o escrófula, siendo ingresado en el Hospital del Dios y después transferido el 5 de junio a Bicêtre, según el procedimiento habitual para su tratamiento, recibiendo un certificado de "curado". Probablemente, debido a que no pudiera mantenerse económicamente fuera, decide quedarse en el hospital en la sección de "personas pobres", durante varios años, de tal formal que parece ser opta por implicarse en la vida del hospital: ayudando primero a los menores enfermos durante su recuperación, y posteriormente siendo portero del hospital.
En abril de 1780, se le confía el puesto de maestro de los niños enfermos del Pabellón Nueve y tres meses más tarde sustituye temporalmente al encargado del pabellón, además de seguir como maestro. "Lugar inhabitable por el aire de infección que respiran todos que los que son ingresado con cualquier defecto".
Posteriormente es ascendido a vigilante-cuidador en el servicio para enfermos mentales difíciles, y en el año 1785 al cargo de Supervisor de la parte de "enfermos mentales", trabajando entre otros con el médico militar Jean Colombier, inspector del Hospital y con ideas similares a las suyas. Este médico será el testigo en su matrimonio con Margarita, en 1786. Su esposa trabajará al lado de Bicêtre, en la Salpêtrière.
Bicêtre es un hospital y asilo para personas con enfermedades que se diagnosticaban como demencia o similar, pero reservado para varones en general sin recursos, haciendo también las funciones de asilo ... mientras que La Salpêtrière era similar pero para mujeres.
En el hospital de Bicêtre había alrededor de 230 varones, en estos años, de los que algo más de la mitad eran enfermos mentales, epilépticos...

El 2 de agosto de 1791, gracias a la tenacidad y la persuasión del Supervisor Pussin, los comisionados de la Convención ordenan un aumento de la cantidad diaria de pan para los enfermos.

El 11 de septiembre de 1793, el doctor Philippe Pinel a la edad de 48 años, que fue nombrado como médico de alienados de Bicêtre por decreto, a propuesta de diputados de la Convención Nacional francesa, tomó posesión del cargo de médico residente del hospital de Bicêtre.
Este doctor se da cuenta de que Pussin tiene una nueva forma de tratar a los enfermos, que considera muy eficaz: "Pussin era muy humano con los enfermos y cuando estos era liberados de sus cadenas, se comportaban bien". También de la esposa de Pussin, Margarita tuvo una buena impresión el doctor Pinel, admirando de ella su firmeza, inteligencia y coraje.
Pussin, según Pinel, era una persona de complexión fuerte, dotado de un gran sentido de la observación. Con un carácter autoritario, soportaba mal las órdenes de la jerarquía administrativa, pero imponía la suya a las personas que dependían de él.
Pussin puso en práctica una reforma muy importante: quitar las cadenas a los enfermos mentales. Y los resultados fueron muy satisfactorios.

Cuando el doctor Pinel fue trasladado al hospital de la Salpêtrière, promovido el 4 de marzo de 1795 y abandonando Bicêtre el 29 de abril de 1795, pidió que Pussin pudiese acompañarlo con el fin de poder aprovecharse de los servicios de "política interna" de reformas de este último. Después de varios años de espera y gracias a la influencia del Ministro de Interior Jean-Antoine Chaptal, conseguirá su trasladado en 1802. Por tanto Pussin fue vigilante de Bicêtre desde 1780 hasta 1802, año en que fue nombrado en Salpêtrière, hospital en el que trabajará hasta su muerte.
De esta forma, Pussin contribuye a la reforma hospitalaria del asilo y del trato a las enfermas mentales y retira las cadenas de los ingresadas en el hospicio nacional de las mujeres de la Salpêtrière, como ya había hecho anteriormente en el de Bicêtre.
En 1797, con el visto bueno del doctor Pinel, Pussin promovió una reforma que prohibió el uso de cadenas para mantener retenidos a los pacientes, así como un tratamiento más humano, que se fue aplicando progresivamente en el resto del país. Aunque sí se mantuvieron las camisas de fuerza, utilizándose en momentos puntuales de furor excesivo y peligro.

Jean Baptiste Pussin es el inspirador del enfermero psiquiátrico. Es el primer vigilante-cuidador que escribe sus observaciones sobre los pacientes y plantea mejoras en su cuidado. Estimando que muchos son suficientemente capaces, escogerá al personal del centro entre los pacientes curados y convalecientes. De tal forma que en 1801, el doctor Pinel publicó el libro "Tratado de la demencia", reconociendo su deuda con Pussin y su esposa Margarita, así como su contribución a la psiquiatría.

## Reconocimientos

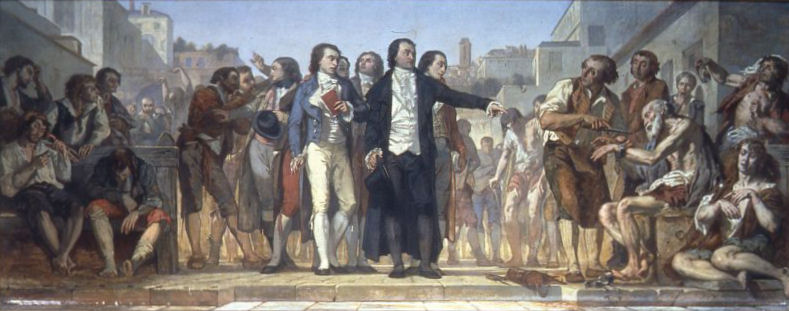
Pinel quitando las cadenas de enfermos mentales en Bicêtre en 1793. Cuadro de Charles-Louis Mullet, Academia Nacional de Medicina.

### Placa conmemorativa
El Prefecto Eugène Poubelle, colocó e inauguró el 3 de agosto de 1887 una placa conmemorativa, adosada al muro del Hospital de Bicêtre, reconociendo el trabajo de Pussin en el hospicio desde 1780 a 1802. Está placa será restaurada y colocada en el interior del Hospital en febrero de 2007.

### Reconocimientos en Instituciones Sanitarias
Jean-Baptiste Pussin es el nombre del Instituto de Formación en Enfermería, IFSI en francés, del Hospital de Saint-Maurice, antiguo Hospital Esquirol, en Saint-Maurice (Val-de-Marne).

También han puesto su nombre a diversas unidades de hospitales y centros hospitalarios, como:
- Una unidad del Hospital Psiquiátrico "San Juan de Dios", de Lyon.
- Una unidad del edificio de salud de Alsacia del Norte (EPSAN).
- Una unidad Psiquiátrica de Adultos del Centro Hospitalario de Mas Careiron en Uzès (Gard).
- Una unidad en el Centro Hospitalario de Lens (Pas-de-Calais).
- Una unidad en la Fundación Buen Salvador de Saint-Lô (Manche).
- El hospital de día de atención a la rehabilitación psíquica del Hospital de Bicêtre.
- Una unidad del Centro Hospitalario de Rouvray à Sotteville-Lès-Rouen.
- Una unidad del Centro Hospitalario de Henri Laborit de Poitiers en Nieuil-l'Espoir
- Una unidad de hospitalización psiquiátrica del Centro Hospitalario Versailles (Yvelines).
- Una unidad de hospitalización psiquiátrica de adultos del Centro Hospitalario especializado de Saboya.
- Una unidad de atención del Hospital André Breton de Saint-Dizier.
- Un hogar de acogida y apoyo médico en el Centro Hospitalario Chartreuse de Dijon.